# Brent Lang
Brent Dennis Lang (* 25. Januar 1968) ist ein ehemaliger Schwimmer aus den Vereinigten Staaten. Er gewann eine Goldmedaille bei Olympischen Spielen und zwei Goldmedaillen bei Weltmeisterschaften.

## Karriere
Der 1,98 m große Brent Lang studierte an der University of Michigan. Für das Sportteam seiner Universität, die Wolverines, gewann er 1988 und 1990 die Meisterschaft der National Collegiate Athletic Association (NCAA) über 100 Yards Freistil, 1989 und 1990 siegte er über 50 Yards Freistil.
Bei der Sommer-Universiade 1987 in Zagreb gewann er den Titel mit der 4-mal-200-Meter-Staffel. Im Jahr darauf bei den Olympischen Spielen 1988 in Seoul siegte die 4-mal-100-Meter-Freistilstaffel aus den Vereinigten Staaten in ihrem Vorlauf mit Brent Lang, Doug Gjertsen, Shaun Jordan und Troy Dalbey. Im Finale gewannen Christopher Jacobs, Troy Dalbey, Tom Jager und Matt Biondi, wobei sie fast drei Sekunden schneller schwammen als die Vorlaufstaffel. Seit 1984 erhielten auch Staffelteilnehmer, die nur im Vorlauf angetreten waren, eine Medaille, wenn die Finalteilnehmer eine Medaille gewannen.
1989 bei den Pan Pacific Swimming Championships in Tokio siegte Lang in 49,56 Sekunden über 100 Meter Freistil. Zwei weitere Goldmedaillen erschwamm er mit der 4-mal-100-Meter-Freistilstaffel und mit der 4-mal-100-Meter-Lagenstaffel. Bei den Schwimmweltmeisterschaften 1991 trat Lang im Vorlauf der Lagenstaffel an, die dann im Endlauf gewann; auch Lang erhielt eine Goldmedaille. Im Endlauf der 4-mal-100-Meter-Freistilstaffel siegten Tom Jager, Brent Lang, Doug Gjertsen und Matt Biondi mit 1,73 Sekunden Vorsprung vor der zweitplatzierten deutschen Staffel.
Nach seiner Graduierung arbeitete Lang zehn Jahre bei diversen Firmen, bevor er 2001 zur Firma Vocera in den Gesundheitsbereich wechselte. Er fing dort als stellvertretender Marketing-Chef an, wurde 2007 Geschäftsführer und 2013 CEO.